# Glumicalyx
Glumicalyx es un género con siete especies de plantas de flores perteneciente a la familia Scrophulariaceae. 

## Especies seleccionadas
- Glumicalyx alpestris
- Glumicalyx apiculatus
- Glumicalyx flanaganii
- Glumicalyx goseloides
- Glumicalyx lesuticus
- Glumicalyx montanus
- Glumicalyx nutans